# Messier 67
A Messier 67 (más néven M67, vagy NGC 2682) egy nyílthalmaz a Rák csillagképben.

## Felfedezése
Az M67 nyílthalmazt Johann Gottfried Koehler fedezte fel 1779 előtt. Charles Messier francia csillagász tőle függetlenül újrafelfedezte, majd 1780. április 6-án katalogizálta.

## Tudományos adatok
Az M67 az egyik legöregebb ismert nyílthalmaz, korát 3,2 – 4 milliárd évesre becsülik. A halmaz Trumpler osztályát többféleképpen határozták meg:
- II,2,r (Glyn Jones)
- II,2,m (Sky Catalog 2000)
- II,3,r (Götz)

## Galéria
- Egy művész elképzelése egy Jupiter méretű exobolygóról a nyílthalmazban
- Egy művész videója egy Jupiter méretű exobolygóról a nyílthalmazban